# Cooper T20
Chronologie des modèles (1952 - 1953)
Cooper T12 Cooper T23
La Cooper T20 est une monoplace de Formule 2 ayant couru huit Grands Prix entre 1952 et 1953. Mike Hawthorn est, à son volant, l'auteur du seul podium de la monoplace, lors du Grand Prix automobile de Grande-Bretagne 1952 où il se classe troisième. La meilleure qualification est également son œuvre avec la troisième position sur la grille de départ du Grand Prix automobile des Pays-Bas 1952.

## Historique
La Cooper T20 a couru 8 Grands Prix en 1952 et 1953. Le premier engagement est au crédit de l'Écurie Richmond qui aligne, au Grand Prix automobile de Suisse 1952, deux voitures pour Eric Brandon (qualifié dix-septième et huitième de l'épreuve) et Alan Brown (qualifié quinzième et cinquième de l'épreuve).
La dernière course est le Grand Prix de Grande-Bretagne 1953 où l'Ecurie Ecosse confie une voiture à Jimmy Stewart (Ninian Sanderson le suppléant) tandis que Tony Crook participe à titre privé. Stewart se qualifie quinzième mais est victime d'un accident ; Crook part vingt-cinquième avant d'abandonner.
Mike Hawthorn est l'auteur du seul podium de la monoplace, lors du Grand Prix automobile de Grande-Bretagne 1952 où il se classe troisième. La meilleure qualification est également son œuvre avec la troisième position sur la grille de départ du Grand Prix automobile des Pays-Bas 1952.